# Fouron-Saint-Pierre
Fouron-Saint-Pierre (Sint-Pieters-Voeren en néerlandais, Petersfuhren en allemand) est un village de la vallée du Foron (en néerlandais : Voer) en (Belgique). Administrativement il fait partie de la commune de Fourons située dans la province de Limbourg, en Région flamande de Belgique. La population étant majoritairement francophone la commune est une de celles où les habitants jouissent de facilités linguistiques.
Cette ancienne terre d'Empire appartenait jadis à la commanderie de l'Ordre Teutonique.

## Patrimoine
- L'ancienne commanderie teutonique.
- L'église Saint-Pierre date du XVIIe siècle.